# All In
Ne doit pas être confondu avec main au poker.
All In (né le 17 mars 2006), est un cheval hongre de robe baie appartenant au stud-book du sBs, monté en saut d'obstacles par Peder Fredricson. Il remporte la médaille d'argent individuelle de sa discipline aux Jeux olympiques d'été de 2020 à Tokyo.

## Histoire
All in naît le 17 mars 2006 à l'élevage de Bas Huybregts, aux Pays-Bas. Il est la propriété de Arch Stuteri. Monté durant ses jeunes années par le Belge Nicola Philippaerts, il est ensuite confié au cavalier suédois Peder Fredricson.
Il décroche la médaille d'argent en individuel aux Jeux olympiques d'été de 2016 à Rio, puis souffre de coliques deux mois plus tard, ce qui entraîne un arrêt de compétition jusque mars 2017. Il est élu cheval de l'année 2016 en Suède, une cérémonie se déroulant le 22 février 2017, au Scandinavium Arena de Göteborg. Il devient champion d'Europe en individuel et vice-champion par équipe à Göteborg en 2017,.
Il décroche une nouvelle médaille d'argent en individuel aux Jeux olympiques de 2020 à Tokyo.

## Description
All In est un cheval hongre de robe baie, inscrit au stud-book du sBs. Il toise 1,64 m.

## Palmarès
- Septembre 2013 : 4e individuel au championnat du monde des chevaux d'obstacle de 7 ans à Lanaken[1]
- Septembre 2016 :  Médaille d'argent en individuel aux Jeux olympiques de Rio[1]
- Février 2019 :  Vainqueur du Grand Prix du CSI3* de Lillestrøm, à 1,50 m[1]
- Avril 2019 :  Médaille de bronze en individuel à la finale de la Coupe du monde de saut d'obstacles 2018-2019[1]
- Juin 2019 :  Vainqueur du Grand Prix de Stockholm, à 1,60 m[1]

## Origines
All In est un fils de l'étalon Kashmir van Schuttershof et de la jument Fortune, par Andiamo,.

## Hommages
Sponsorisé par la marque de vêtements H&M, All In apparaît dans un clip promotionnel réalisé par la marque avant les Jeux olympiques de Rio, intitulé We love H&M All In.